# Original Six

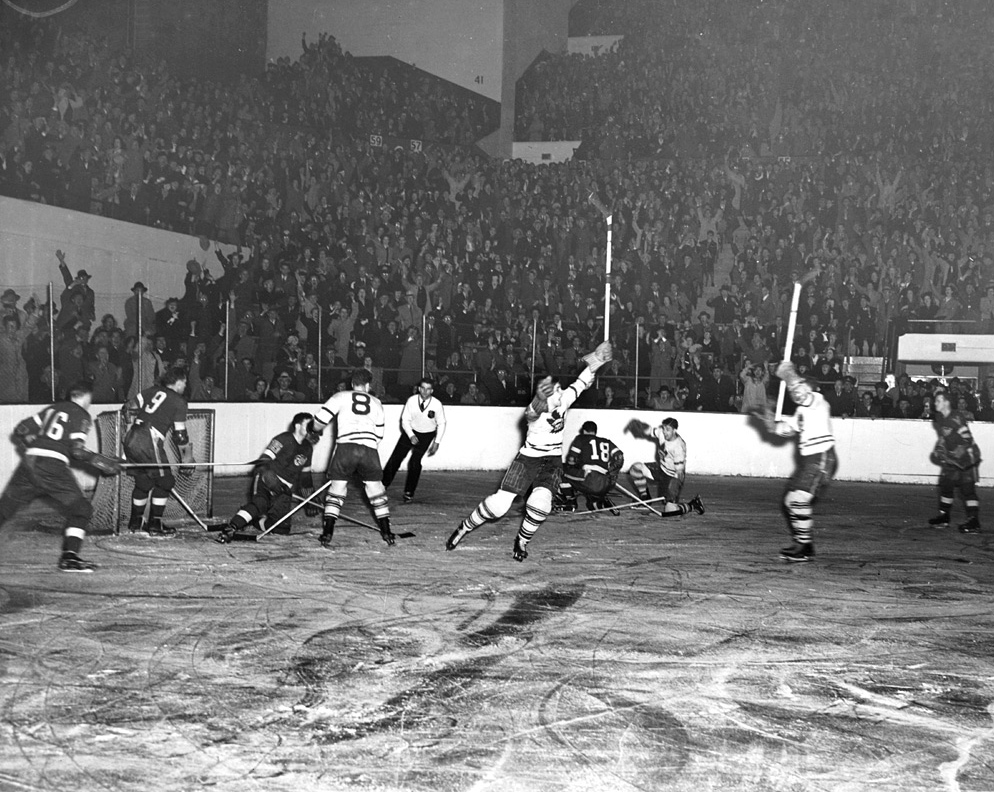
Jogador do Toronto Maple Leafs marcando gol contra o Detroit Red Wings, finais da Stanley Cup, 1942

Original Six, ou Seis Originais em português, é o nome empregado pelos fãs de hóquei no gelo para referir-se às seis única equipes que pertenceram à National Hockey League entre a temporada de 1942-43 até a futura expansão da liga em 1967.

## Os times
| Nome                | Origem                | Data em que se juntou à NHL (National Hockey League) |
| ------------------- | --------------------- | ---------------------------------------------------- |
| Montreal Canadiens  | Montreal, Quebec      | 1917 (fundado em 1909)                               |
| Toronto Maple Leafs | Toronto, Ontario      | 1917                                                 |
| Boston Bruins       | Boston, Massachusetts | 1924                                                 |
| Chicago Black Hawks | Chicago, Illinois     | 1926                                                 |
| Detroit Red Wings   | Detroit, Michigan     | 1926                                                 |
| New York Rangers    | Nova Iorque, NI       | 1926                                                 |

Na verdade, só os times canadenses são membros originais na liga; os demais entraram numa primeira expansão.